# Last Dinosaurs
Last Dinosaurs es una banda de indie rock australiana de Brisbane. La banda está compuesta por el vocalista principal y guitarrista Sean Caskey, el guitarrista Lachlan Caskey, bajista Michael Sloane, y el baterista Dan Koyama. Koyama y los hermanos Caskey son todos de ascendencia japonesa, y la banda han recorrido y han hecho varios viajes a Japón.
El debut de la banda en EP Back from the Dead en 2010 y el posterior al álbum de la banda "In a Million Years" en 2012 han recibido elogios de la crítica de medios australianos, incluyendo la talla de Triple J, entre otros.
La banda se firma actualmente en Australia con el sello independiente Dew Process. también tiene lazos internacionales con Universal Music. y en el reino unido con Fiction Records.

## Historia

### Formación y primeros días (2007-2009)
En 2007, el vocalista Sean Caskey y el baterista Dan Koyama se unieron durante la escuela secundaria después de desarrollar un fuerte interés por la música. Sean, que estaba muy metido en el movimiento lo-fi, buscó con Dan para "llevar la musicalidad de nuevo a la música" en una escena de la música que había dejado de innovar verdaderamente y ha perdido su enfoque en la habilidad instrumental. Fue a través de esta ambición que nació Last Dinosaurs. Poco después, el hermano menor de Sean Lachlan se unió a la banda como guitarrista. Sam Gethin-Jones, que ya era un baterista talentoso en la escena musical de Brisbane, probó suerte en el bajo y completó a la banda Last Dinosaurs...

### El éxito temprano y Back From The Dead (2009-2011)
Tras el lanzamiento de su debut en la reproducción extendida en 2010, la banda primero encontró el éxito después de publicar su demo al proyecto Unearthed Triple J. No mucho tiempo después, fueron entrevistados por la radio DJ Zan Rowe. Pista Hit "Honolulu" de Back From The Dead se colocó en alta rotación en la cadena nacional Triple J, ganando rápidamente reconocimiento en la comunidad de la música. Con su nombre apareciendo en publicaciones musicales, blogs, y ganando fanes a través de la difusión de sus canciones en Triple J, la banda fue invitada a tocar en los principales festivales de música como Splendour in the Grass, the Laneway Festival, the Falls Festival y Southbound, y han apoyado a bandas como Foals, Matt & Kim, Lost Valentinos y Foster the People.

### In a Million Years (2011-2013)
A principios de 2011 la banda anunció que habían estado planeando la grabación de su álbum después de "Back From The Dead" tour a mediados de 2010. En junio de 2011 la banda comenzó un blog Tumblr narrando su proceso de grabación para el álbum con el productor Jean-Paul Fung en BJB Studios en Sídney, Australia. El álbum titulado como In a "Million Years" fue puesto en libertad el 2 de marzo de 2012 El álbum hizo un australiano Top y logró llegar al número 8 en la lista de álbumes de Australia y el número 2 en las listas de álbumes digitales. Ese mismo año la banda completó un recorrido por el Reino Unido y Europa, y más tarde lanzó un álbum en el Reino Unido en septiembre de 2012. 
Y la canción del álbum Zoom, Salió en el videojuego de EA, Need For Speed Most Wanted 2012

### Wellness (2013-2016)
En este álbum el estilo musical de la banda cambio significativamente Last Dinosaurs experimento una serie de cambios que no han afectado a la banda. A pesar de estos cambios, varias oportunidades para la banda surgieron a través de 2013 y 2014.
El 1 de mayo de 2015, Last Dinosaurs lanzó "Evie", el primer sencillo de su segundo álbum de Wellness. "Evie" fue estrenada por Linda Marigliano en el programa "Good Nights" de Triple J el 30 de abril de 2015.
El segundo sencillo fue "Apollo" también fue estrenada por Marigliano en el programa "Good Nights" de Triple J en 15 de julio de 2015, junto con el anuncio de que ya estaba en marcha su segundo álbum "Wellness".
Wellness fue lanzado internacionalmente el 28 de agosto de 2015. El álbum cuenta con todas las nuevas canciones excepto "Zero" y "Stream", que la banda debutó en vivo mientras estaba de gira en 2013. Wellness debutó en el número 18 de los australianos Gráficas ARIA, tuvo un ranking menor en comparación con su primer álbum.

### Salida de Sam Gethin-Jones
El 23 de julio de 2013, Sam Gethin-Jones publicó un comunicado en la página Facebook de la banda anunciando oficialmente que dejaba la banda. "Para la banda para seguir adelante en la manera más fuerte posible, lo mejor es que nos separemos ahora", dijo. Aunque no dio una explicación clara de por qué se iba, él se aseguró de que los fanes que no se iba de la música por completo, y la terminación de su membresía fue el comienzo de una "diferente camino [para él] para seguir." Dio las gracias a los fanes, y dio a entender que no había mala sangre entre los cuatro. El anuncio de Facebook se encontró con una respuesta considerable. Como parte de la declaración que anunciaba su salida de la banda, Sam también dijo a sus seguidores que el nuevo álbum sería "volar sus mentes", y expresó su agradecimiento por los muchos años con la banda y el aliento a los tres miembros restantes.

### Nuevo miembro en la banda
Como resultado de la salida de Sam Gethin-Jones de Last Dinosaurs, la banda había perdido su bajista, dejando un vacío importante en la alineación del cuarteto. A partir de la gira por Sudáfrica, Michael Sloane salió de gira con la banda sustituyendo como bajista y proporcionar coros. Sloane se había convertido en el bajista original de la banda, y ya había trabajado con los videos musicales de la banda dirigiendo los videos "Zoom", "Time and Place", y "Andy". El 28 de enero de 2014, Last Dinosaurs anunciaron oficialmente que después de cuatro meses de estar con Michael, habían regresado como banda y que oficialmente Michael Sloane era su nuevo bajista.

### Tour de la banda
La banda ha hecho distintos viajes y tour, pero los más destacables son su tour por Sudáfrica a finales de septiembre de 2013 y el tour en Asia a principios de noviembre de 2013.

### Yumeno Garden (2018-2019)
A comienzos del 2017 el grupo hizo mención a un futuro tercer álbum de estudio en su página de Facebook. Es a mediados de año que se realiza una colaboración junto a Luke Million para la elaboración del tema musical "Hypnotised" del EP Come Together del mismo.
El 2018 trajo consigo una mayor actividad por parte del grupo. El 20 de febrero, Last Dinosaurs realizó el lanzamiento de su sencillo "Dominos". Posteriormente se publicó el videoclip de la canción. Asimismo se lanzó el sencillo "Eleven", el 4 de julio de 2018. 
El 31 de julio de 2018, se publicó el vídeo musical para "Eleven". La descripción confirma la fecha de lanzamiento del álbum para el 5 de octubre de 2018. El cual se titula Yumeno Garden. Este nuevo álbum incluye los dos sencillos previamente mencionados además de traer una remasterización de "Sense" entre otros.

## Miembros de la banda
Miembros actuales
- Sean Caskey – voz, guitarra rítmica (2007–presente)

- Lachlan Caskey – guitarra líder (2007–presente)

- Michael Sloane – bajo (2013–presente)

Miembros antiguos
- Sam Gethin-Jones – bajo (2007–2013)
- Dan Koyama – batería (2007-2018)

## Discografía

### Álbumes de estudio
- In A Million Years (2012)
- Wellness (2015)
- Yumeno Garden (2018)
- From Mexico with Love (2022)
- KYORYU (2024)

### EPs
- Back From The Dead (2010)
- RYU (2023)
- KYO (2024)

### Sencillos
- "As Far as You're Concerned" (2009)
- "Honolulu" (2010)
- "Time and Place" (2011)
- "Zoom" (2011)
- "Andy" (2012)
- "Evie" (2015)
- "Apollo" (2015)
- "Dominos" (2018)
- "Eleven" (2018)
- "FMU" (2019)
- "Flying" (2020)

### Videos musicales
- "Honolulu" (2010)
- "Time and Place" (2011)
- "Zoom" (2011)
- "Andy" (2012)
- "Evie" (2015)
- "Apollo" (2015)
- "Wurl" (2016)
- "Dominos" (2018)
- "Eleven" (2018)
- "Bass God" (2018)
- "Italo Disco" (2019)
- "FMU" (2019)
- "Flying" (2020)

### Canciones inéditas
- Hawaii
- Thousands of Years
- School Is So Easy
- Beaux-Mont
- Her Mind

### Covers
- Sing It Back - Moloko
- Just Like Heaven - The Cure
- Lady (Hear Me Tonight) - Modjo
- Groovejet (If This Ain't Love) - Spiller
- What Ever Happened? - The Strokes
- Move Your Feet - Junior Senior